# Eunaticina heimi
Eunaticina heimi is een slakkensoort uit de familie van de Naticidae. De wetenschappelijke naam van de soort is voor het eerst geldig gepubliceerd in 1934 door Jordan & Hertlein.